# Американская хоккейная лига
Американская хоккейная лига (англ. American Hockey League, AHL) — хоккейная лига, которая позиционируется как вторая после НХЛ профессиональная хоккейная лига Северной Америки. Лига является вспомогательной для НХЛ — все клубы, участвующие в АХЛ, являются фарм-клубами (вторыми командами) для команд НХЛ. При этом формат отношений между клубами НХЛ и АХЛ может быть разным — некоторые клубы НХЛ напрямую владеют клубами АХЛ, в другом случае речь идёт об аффилированных командах.
В АХЛ выступает 32 клуба — 26 американских и 6 канадских (один из семи канадских клубов НХЛ в качестве фарм-клуба имеет команду АХЛ, базирующуюся в США).
Победителю плей-офф чемпионата АХЛ вручается Кубок Колдера.

## История
Лига отсчитывает свою историю с момента формирования в 1926 году Канадо-Американской хоккейной лиги. В лигу в то время вошли команды из Спрингфилда, Бостона, Квебека, Провиденса и Нью-Хейвена. В 1936 году Канадо-Американская хоккейная лига слилась с Интернациональной хоккейной лигой (созданной в 1929 году) и образовала Интернациональную американскую хоккейную лигу. После выбывания из лиги всех канадских команд лига в 1941 году переименовалась в Американскую хоккейную лигу. Позже канадские команды всё-таки вошли в лигу, но название оставили прежним. В 2001 году в лигу влились 6 команд из расформированной Интернациональной хоккейной лиги.

## Ныне выступающие команды
На сезон 2023/24. Рядом указана команда НХЛ, для которой упомянутая команда АХЛ является фарм-клубом.

## Трофеи и награды

### Индивидуальные
- Лес Каннингэм Эворд (Les Cunningham Award) — Самый ценный игрок (вручается с сезона 1947/48)
- Джон Би Солленбергер Трофи (John B. Sollenberger Trophy) — Лучший бомбардир (1947/48)
- Уилли Маршалл Эворд (Willie Marshall Award) — Лучший снайпер (2003/04)
- Дадли (Ред) Гарретт Мемориал Эворд (Dudley "Red" Garrett Memorial Award) — Лучший новичок года (1947/48)
- Эдди Шор Эворд (Eddie Shore Award) — Лучший защитник года (1958/59)
- Алдедж (Баз) Бастьен Мемориал Эворд (Aldege "Baz" Bastien Memorial Award) — Лучший вратарь года (1983/84)
- Гарри (Хэп) Холмс Мемориал Эворд (Harry "Hap" Holmes Memorial Award) — Лучший по коэффициенту надёжности (1947/48)
- Луис Эй-Ар Пьери Мемориал Эворд (Louis A.R. Pieri Memorial Award) — Лучший тренер года (1967/68)
- Фред Ти Хант Мемориал Эворд (Fred T. Hunt Memorial Award) — За проявление высокого спортивного мастерства и преданости хоккею (1977/78)
- Яник Дюпре Мемориал Эворд (Yanick Dupre Memorial Award) — За благородство и добропорядочность на льду и вне его, а также за активное участие в общественной жизни (1997/98)
- Джэк Эй Баттерфилд Трофи (Jack A. Butterfield Trophy) — Лучший игрок серии плей-офф (1983/84)

### Командные
- Кубок Колдера (Calder Cup) — Победитель серии плей-офф (1936/37)
- Ричард Ф. Каннинг Трофи (Richard F. Canning Trophy) — Победитель серии плей-офф Восточной Конференции (1989/90)
- Роберт Дабл-Ю Кларк Трофи (Robert W. Clarke Trophy) — Победитель серии плей-офф Западной Конференции (1989/90)
- Макгрегор Килпатрик Трофи (Macgregor Kilpatrick Trophy) — Победитель регулярного сезона (1997/98)
- Фрэнк Мэтерс Трофи (Frank Mathers Trophy) — Победитель регулярного сезона Восточной Конференции (1995/96)
- Норман Ар (Бад) Пойл Трофи (Norman R. "Bud" Poile Trophy) — Победитель регулярного сезона Западной Конференции (2001/02)
- Эмиль Фрэнсис Трофи (Emile Francis Trophy) — Победитель регулярного сезона Атлантического Дивизиона (2001/02)
- Эф-Джи (Тэдди) Ок Трофи (F.G. "Teddy" Oke Trophy) — Победитель регулярного сезона Северного Дивизиона (1936/37)†
- Сэм Поллок Трофи (Sam Pollock Trophy) — Победитель регулярного сезона Центрального Дивизиона (1995/96)
- Джон Ди Чик Трофи (John D. Chick Trophy) — Победитель регулярного сезона Тихоокеанского Дивизиона (1961/62)

† Трофей введён в сезоне 1926/27 ещё в Канадской профессиональной хоккейной лиге.

### Другие
- Джеймс Си Хенди Мемориал Эворд (James C. Hendy Memorial Award) — Лучший руководитель года (1961/62)
- Томас Эбрайт Мемориал Эворд (Thomas Ebright Memorial Award) — За выдающийся карьерный вклад (1997/98)
- Джеймс Эйч Эллери Мемориал Эворд (James H. Ellery Memorial Awards) — За выдающиеся освещение лиги в СМИ (1964/65)
- Кен Маккензи Эворд (Ken McKenzie Award) — Лучший маркетинговый руководитель года (1978/79)
- Майкл Кондон Мемориал Эворд (Michael Condon Memorial Award) — Лучший арбитр (2001/02)
- Президентс Эвордс (President’s Awards) — две ежегодные награды, вручаемые АХЛ. Первая вручается организации АХЛ и признаёт «совершенство во всех областях вне льда». Второй даётся игроку, как знак признания выдающихся достижений в этом году (2008/09)